# Lambertus Zijl

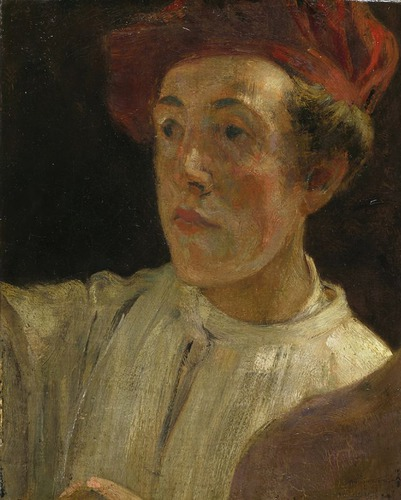
Jan Veth: Lambertus Zijl (1886)

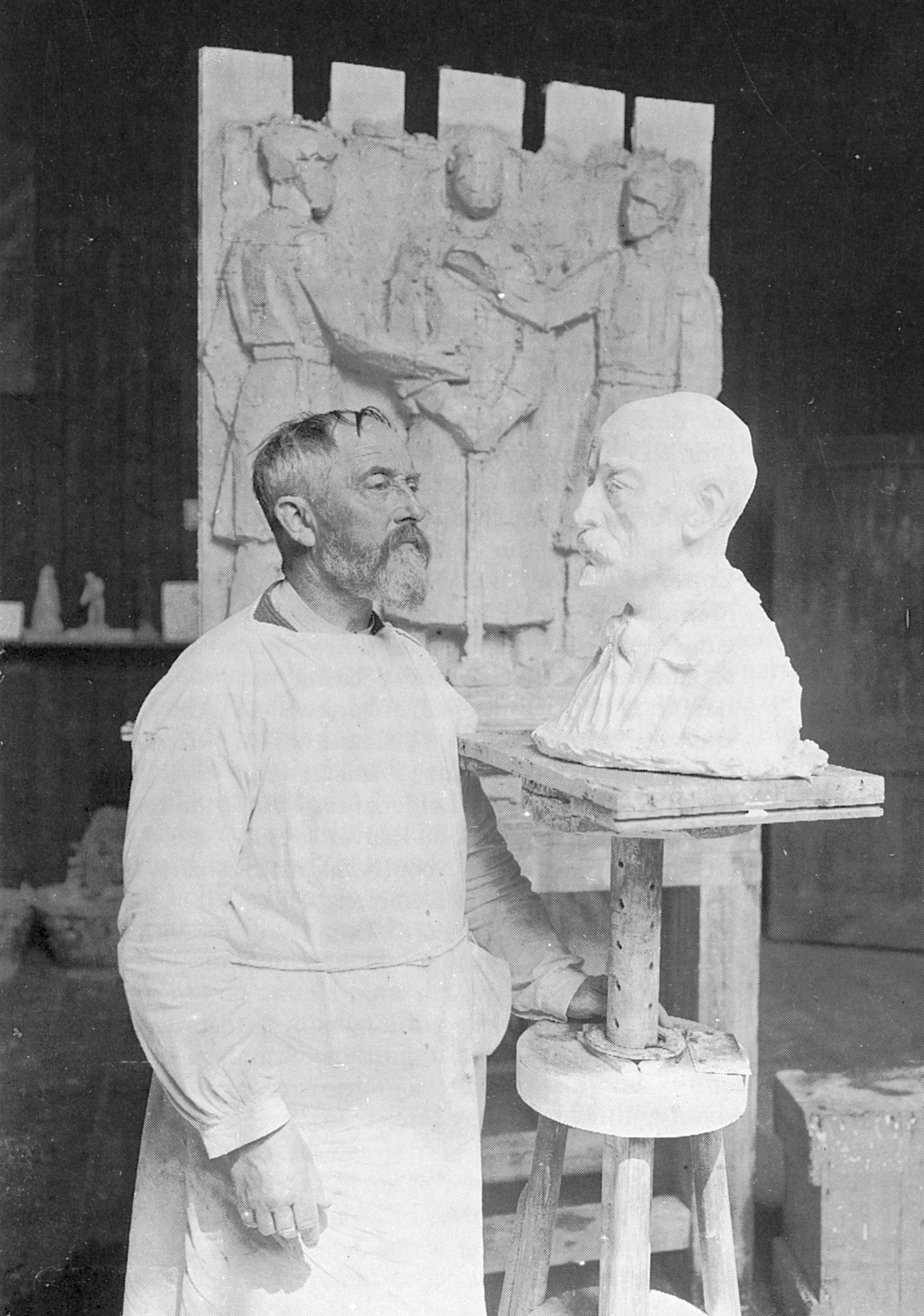
Im Atelier (1926)

Lambertus Zijl (geboren 13. Juni 1866 in Kralingen, Rotterdam; gestorben 8. Januar 1947 in Bussum) war ein niederländischer Bildhauer.

## Leben
Lambertus Zijl war ein Sohn des Gijsbert Zijl und der Angenita Bos. Er besuchte 1881 in Amsterdam die Kunstgewerbeschule Quellinus und setzte 1883 seine Ausbildung an der Rijksschool voor Kunstnijverheid Amsterdam fort. Von 1887 bis 1892 betrieb er ein Bildhaueratelier mit seinem Studienfreund Joseph Mendes da Costa, mit dem er 1889 bei einem Besuch der Pariser Weltausstellung das Werk Auguste Rodins kennenlernte, was ihn stark beeindruckte. 1892 erhielt er vom Architekten Hendrik Petrus Berlage den Auftrag für Gebäudeskulpturen und Reliefs an der Fassade des Neubaus der Börse von Amsterdam. Die Arbeiten, bei denen er von Chris van der Hoef unterstützt wurde, zogen sich bis 1903 hin. Zijl heiratete 1892 Hendrika Goossen, sie hatten drei Kinder. Ab 1903 lebten sie in Bussum. Er arbeitete weiter für Berlage und auch für die Architekten Karel P. C. de Bazel und Alexander Kropholler. Von seinem Studienkollegen Lion Cachet, der sich inzwischen als Designer von Interieurs von Ozeandampfern einen Namen gemacht hatte, erhielt er Subaufträge, 1907 für das SS Grotius und 1915 für das SS Coen. Mit Cachet arbeitete er auch bei dessen Art déco-Möbeln zusammen. Zijl erhielt den Auftrag für das Amsterdamer Denkmal für die Königin Emma, das 1938 errichtet wurde. Zijl war auch Medailleur. In freier Kunst schuf er unter anderem kleine Tierplastiken.
Zijl wurde 1926 zum Ritter des Ordens von Oranien-Nassau ernannt.

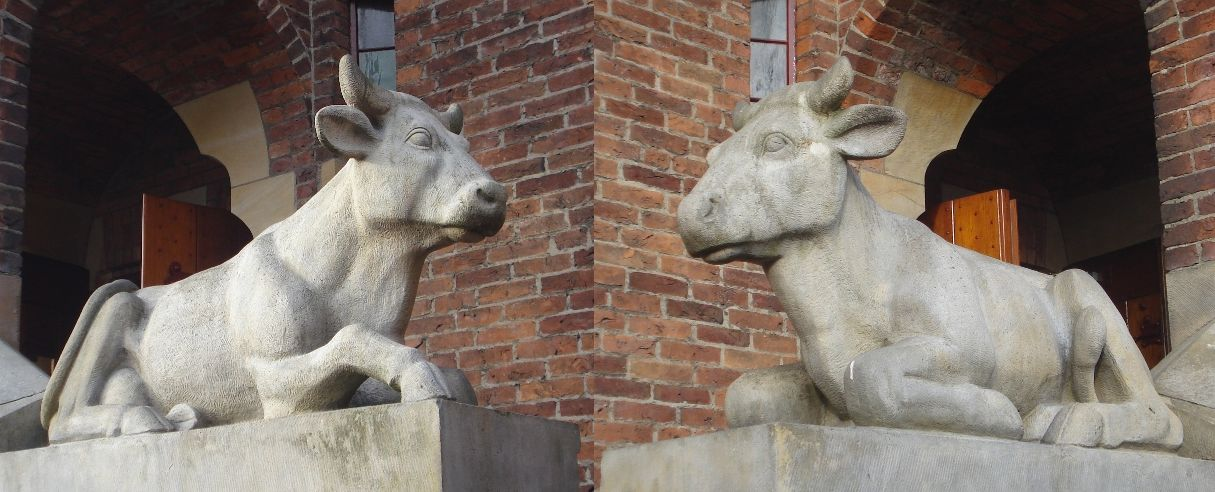
Kuh und Ochse am Rathaus von Waalwijk (Fotomontage)
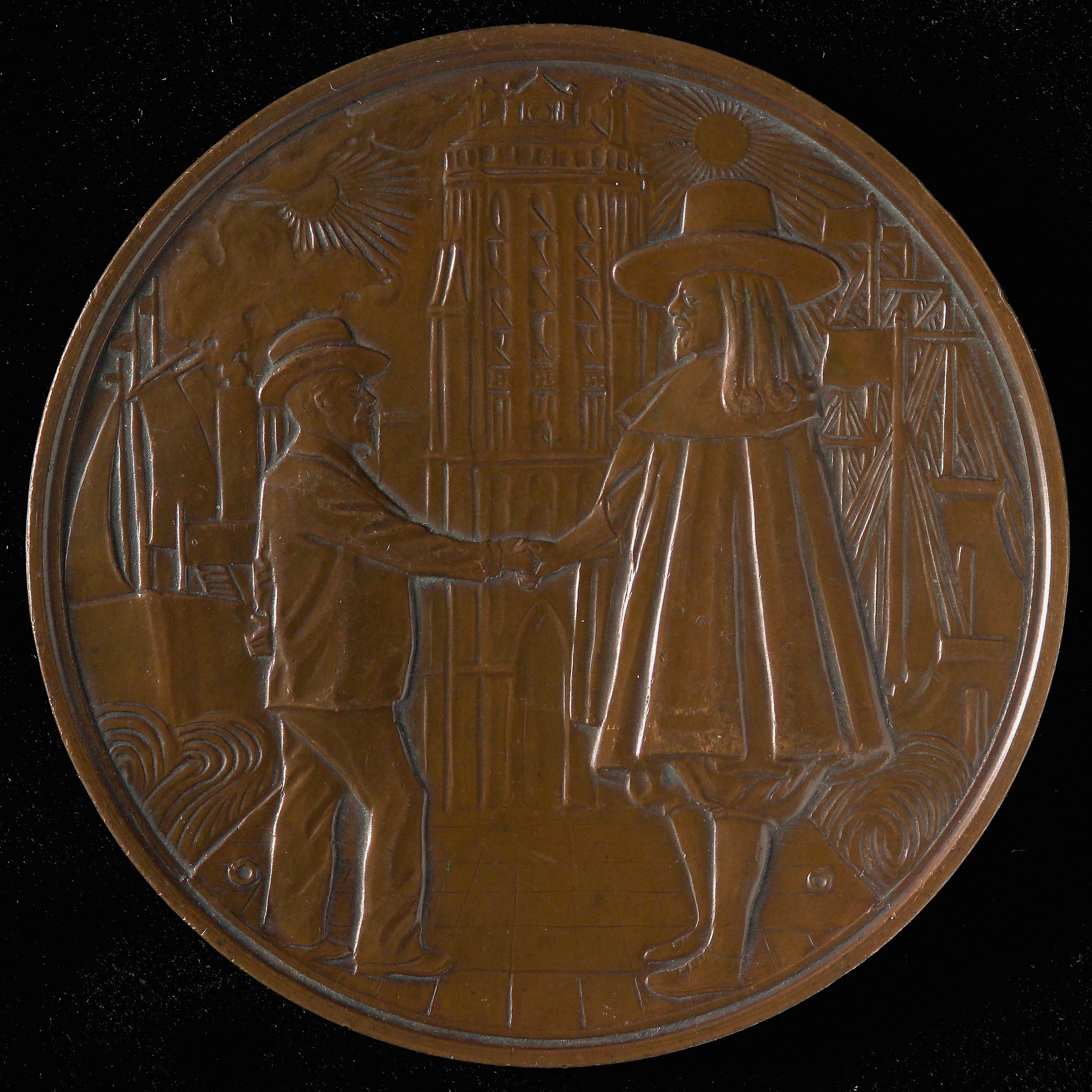
Entwurf Jan Toorop: Oud-Dordrecht Gedenkpenning (1897)
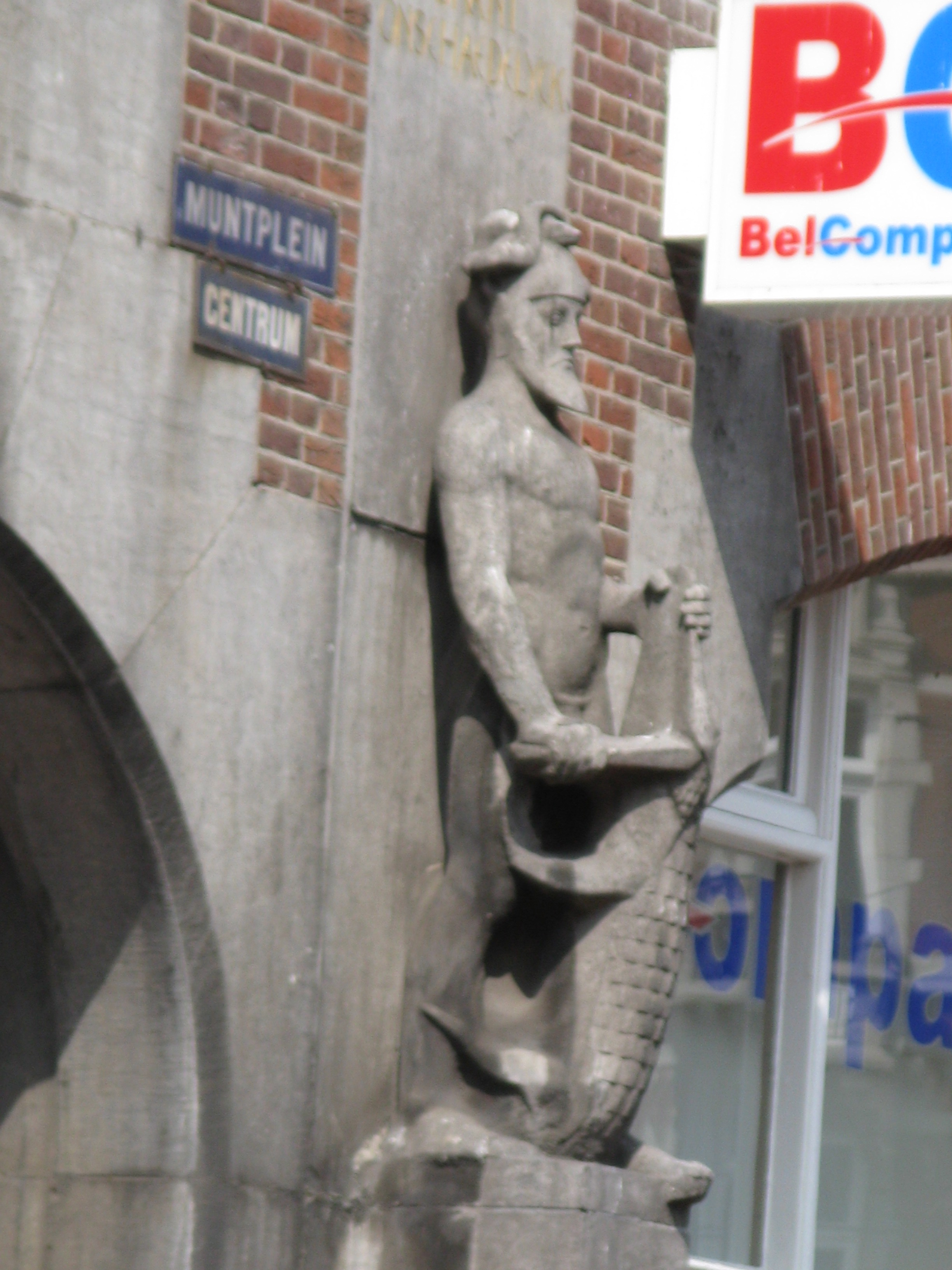
Herkules und Krokodil am Haus Muntplein 2–4
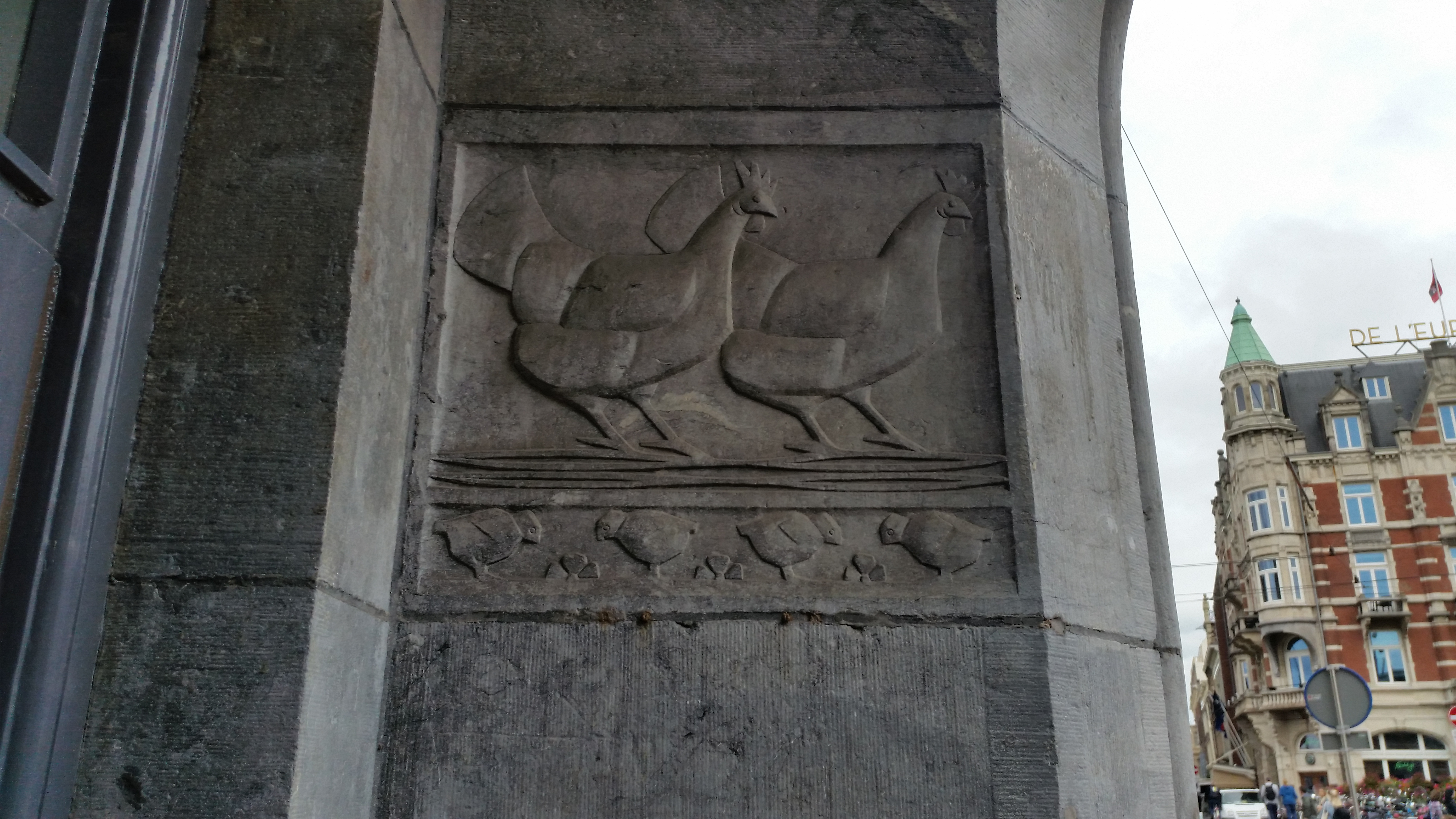
Hühner, Küken
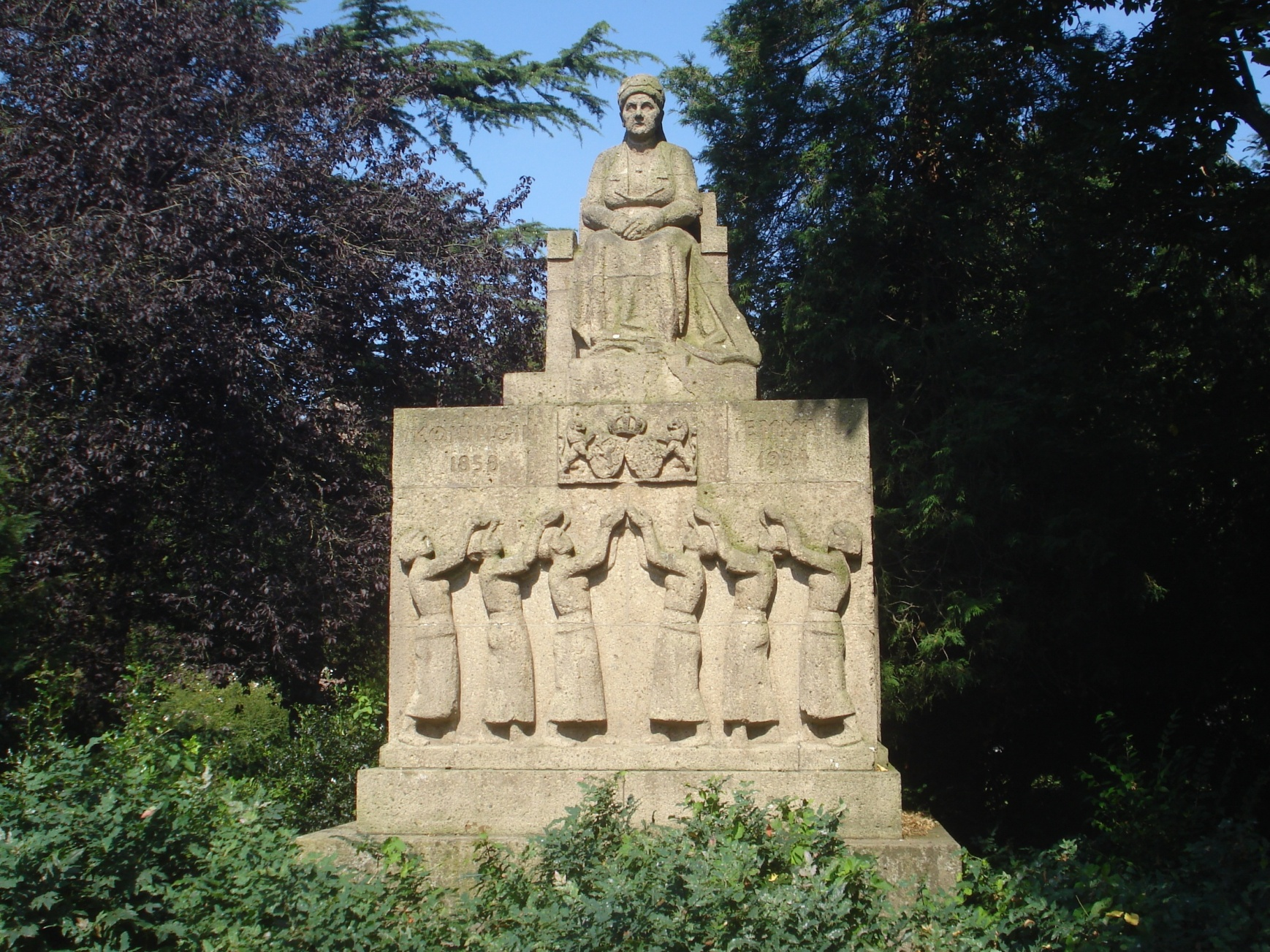
Denkmal für Königin Emma